# Bellulia bella
Bellulia bella là một loài bướm đêm thuộc họ Erebidae. Nó được tìm thấy ở Thái Lan.
Sải cánh dài khoảng 13 mm. Cánh trước khá hẹp và màu nâu hơi đên. Cánh sau màu nâu hơi xám.